# Lisa Rieffel
Lisa Rieffel (Denville, 12 de janeiro de 1975) é uma atriz, cantora e musicista norte-americana. Já participou de vários programas de televisão, alguns filmes e produções para a internet. É vocalista da banda de rock californiana Killola.

## Primeiros anos
Reiffel nasceu em Denville, no Condado de Morris, Nova Jérsei, em 1975. Começou sua carreira no entretenimento como atriz por volta dos nove anos. Em 1986, teve seu primeiro destaque na atuação quando participou do musical Raggedy Ann: The Musical Adventure, encenado na Broadway e no Kennedy Center.

## Carreira

### Televisão e cinema
Na televisão, Rieffel apareceu em papéis regulares nas séries The Thorns, Ann Jillian, The Trials of Rosie O'Neill, Women of the House e interpretou uma personagem recorrente na quinta temporada de Empty Nest. Em 1998, ela fez parte do elenco original e regular de The King of Queens, porém, sua personagem não teve um desfecho definido e apareceu apenas na primeira temporada. Entre seus outros créditos televisivos, estão The Cosby Show, Blossom, Roseanne, Married... with Children, Party of Five, The Pretender, Dr. Quinn, Medicine Woman, Brotherly Love e NCIS. No cinema, atuou nas comédias Forget Paris (1995) e Drowning Mona (2000).

### Carreira musical
A artista é fundadora e vocalista da banda de rock alternativo Killola, estabelecida em Los Angeles. Até 2021, o grupo havia lançado três álbuns: Louder, Louder! (2006), I Am The Messer (2008), Let's Get Associated (2010) bem como o álbum ao vivo Live in Hollywood (2007) e um EP, No Class (2013). Rieffel coescreveu e gravou uma canção intitulada "So Pretty" para o filme Legally Blonde 2: Red, White & Blonde (2003); a música, no entanto, não foi incluída no álbum da trilha sonora. Ela também desenvolveu um projeto paralelo chamado H. Kink, cujo primeiro EP, Men, composto em parceria com Timm Sharp, foi disponibilizado em julho de 2020.

### Outros trabalhos
Em 2007, Rieffel estrelou Girltrash!, websérie criada por Angela Robinson e exibida em 11 episódios. A produção, uma comédia dramática com temática lésbica, teve Rose Rollins, Michelle Lombardo, Riki Lindhome, Jimmi Simpson, Mandy Musgrave e Gabrielle Christian como coprotagonistas. Girltrash! foi transmitida semanalmente via OurChart.com, um site fictício em formato de rede social criado por Ilene Chaiken e outros envolvidos na produção da série The L Word, da Showtime.
A artista também participou do longa-metragem derivado da websérie, Girltrash: All Night Long, que começou a ser produzido em dezembro de 2009; o roteiro foi escrito por Robinson e a banda Killola compôs e produziu as canções originais para os números musicais. O filme estreou mundialmente em 30 de maio de 2014 no festival de cinema LGBT FilmOut, em San Diego, Califórnia. Por ter sido amiga próxima de Brittany Murphy, Rieffel apareceu como entrevistada no documentário What happened, Brittany Murphy?, lançado pelo HBO Max em outubro de 2021; a produção investiga as circunstâncias da morte de Murphy.

## Vida pessoal
No início da década de 1990, Rieffel namorou por um período o ator Breckin Meyer. Ela é casada com Johnny Dunn, o baixista da banda Killola. Eles têm uma filha, Jolee Rose (nascida em dezembro de 2011), que ganhou fama por cantar uma música original chamada "I Wonder What's Inside Your Butthole" num vídeo que viralizou em maio de 2020. A partir de 2007, Rieffel e seu marido começaram a apresentar seu próprio programa de rádio na Spread Radio Live, uma estação radiofônica online criada pelo músico Dave Navarro; o programa era transmitido ao vivo nas noites de segunda feira através do site da banda.

## Discografia

### Com Killola
| Ano  | Álbum                     | Notas          | Ref.   |
| ---- | ------------------------- | -------------- | ------ |
| 2006 | Louder, Louder!           |                | [ 8 ]  |
| 2008 | I Am The Messer           |                | [ 8 ]  |
| 2010 | Let's Get Associated      |                | [ 9 ]  |
| 2007 | Live in Hollywood         | DVD/CD ao vivo | [ 10 ] |
| 2013 | No Class                  | EP             | [ 11 ] |
| 2014 | Girltrash: All Night Long | Trilha sonora  | [ 18 ] |

### Com H. Kink
| Ano  | Álbum | Notas | Ref.   |
| ---- | ----- | ----- | ------ |
| 2020 | Men   | EP    | [ 13 ] |

## Filmografia

### Cinema
| Ano  | Título                                | Papel         | Notas          | Ref.   |
| ---- | ------------------------------------- | ------------- | -------------- | ------ |
| 1995 | Forget Paris                          | Recepcionista |                | [ 7 ]  |
| 2000 | Drowning Mona                         | Valerie       |                | [ 7 ]  |
| 2003 | Legally Blonde 2: Red, White & Blonde |               | Trilha sonora  | [ 12 ] |
| 2005 | Stop Thief!                           | Protagonista  | Curta-metragem | [ 26 ] |
| 2014 | Girltrash: All Night Long             | Daisy Robson  | Produtora      | [ 17 ] |

### Televisão
| Ano     | Título                                    | Papel                   | Notas                                               | Ref.   |
| ------- | ----------------------------------------- | ----------------------- | --------------------------------------------------- | ------ |
| 1986    | The Alan King Show                        | Cassandra Cooper        | Piloto                                              | [ 27 ] |
| 1988    | In the Line of Duty: The F.B.I. Murders   | Suzanne McNeill         | Telefilme                                           | [ 28 ] |
| 1988    | The Thorns                                | Joey Thorn              | Minissérie                                          | [ 29 ] |
| 1989    | The Hollywood Christmas Parade            |                         | Especial                                            | [ 1 ]  |
| 1989-90 | The Cosby Show                            | Susan Henning           | 3 episódios                                         | [ 4 ]  |
| 1989-90 | Ann Jillian                               | Lucy McNeil             | Regular                                             | [ 30 ] |
| 1990    | The Ann Jillian Show                      | Lucy McNeil             | Piloto                                              | [ 31 ] |
| 1990-92 | The Trials of Rosie O'Neill               | Kim Ginty               | Regular                                             | [ 32 ] |
| 1991    | The Gambler Returns: The Luck of the Draw | Jenny Jones             | Minissérie                                          | [ 4 ]  |
| 1992    | Blossom                                   | Cybill                  | Episódio: "No Cure for Love"                        | [ 4 ]  |
| 1992    | Married... with Children                  | DJ                      | Episódio: "T-R-A Something, Something Spells Tramp" | [ 33 ] |
| 1993    | Love, Lies & Lullabies                    | Rachel                  | Telefilme                                           | [ 4 ]  |
| 1993    | Empty Nest                                | Emily Weston            | Recorrente                                          | [ 4 ]  |
| 1993    | In the Heat of the Night                  | Lori Foster             | Episódio: "A Depraved Heart"                        | [ 4 ]  |
| 1993    | The Flood: Who Will Save Our Children?    | Leanne Pond             | Telefilme                                           | [ 1 ]  |
| 1994    | Dr. Quinn, Medicine Woman                 | Atlantis                | Episódio: "The Circus"                              | [ 4 ]  |
| 1994    | Roseanne                                  | Dinah                   | Episódio: "The Parenting Trap"                      | [ 34 ] |
| 1995    | Women of the House                        | Veda Walkman            | Recorrente                                          | [ 4 ]  |
| 1995    | The Client                                | Holly Calhoun           | Episódio: "A Perfect World"                         | [ 4 ]  |
| 1995    | Nice Try                                  | Bonnie Moran            | Piloto                                              | [ 4 ]  |
| 1996    | The Crew                                  | Cindy                   | Episódio: "A League of Their Own"                   | [ 4 ]  |
| 1996    | Brotherly Love                            | Amy                     | Episódio: "Double Date"                             | [ 35 ] |
| 1996    | Love and Marriage                         | Kathleen                | 2 episódios                                         | [ 4 ]  |
| 1996    | Party of Five                             | Robin                   | Episódio: "Personal Demons"                         | [ 4 ]  |
| 1996    | Sliders                                   | Deanne Bloch            | Episódio: "Dead Man Sliding"                        | [ 4 ]  |
| 1997    | The Pretender                             | Jeanette Connelly       | Episódio: "Baby Love"                               | [ 4 ]  |
| 1997    | Total Security                            | Jessica Larson          | Episódio: "Das Bootie"                              | [ 4 ]  |
| 1998    | The Patron Saint of Liars                 | Beatrice                | Telefilme                                           | [ 36 ] |
| 1998    | The King of Queens                        | Sara Spooner            | Recorrente                                          | [ 5 ]  |
| 2000    | Search Party                              | Celebridade competidora | 2 episódios                                         | [ 4 ]  |
| 2009    | NCIS                                      | Brenda Carter           | Episódio: "Caged"                                   | [ 37 ] |
| 2021    | What Happened, Brittany Murphy?           | Ela mesma               | Documentário                                        | [ 20 ] |

### Web
| Ano     | Título                   | Papel        | Notas                                | Ref.   |
| ------- | ------------------------ | ------------ | ------------------------------------ | ------ |
| 2007    | The Lisa and Johnny Show | Ela mesma    | Programa de web rádio; apresentadora | [ 25 ] |
| 2007-09 | Girltrash!               | Daisy Robson | Websérie; 11 episódios               | [ 15 ] |

## Prêmios e indicações
| Ano  | Premiação           | Categoria                                                           | Obra                        | Resultado | Ref.   |
| ---- | ------------------- | ------------------------------------------------------------------- | --------------------------- | --------- | ------ |
| 1990 | Young Artist Awards | Melhor jovem atriz estrelando em uma telessérie                     | Ann Jillian                 | Indicada  | [ 38 ] |
| 1991 | Young Artist Awards | Melhor jovem atriz coestrelando em uma telessérie                   | The Trials of Rosie O'Neill | Indicada  | [ 39 ] |
| 1996 | Young Artist Awards | Melhor desempenho de uma jovem atriz: papel convidado em telessérie | Brotherly Love              | Indicada  | [ 40 ] |
| 1996 | Young Artist Awards | Melhor desempenho de uma jovem atriz: telessérie de comédia         | Woman of the House          | Indicada  | [ 40 ] |